# Erkrath
Erkrath település Németországban, azon belül Észak-Rajna-Vesztfália tartományban. Lakosainak száma 43 801 fő (2023. december 31.). Erkrath Düsseldorf és Haan községekkel határos.

## Népesség
A település népességének változása:
| Lakosok száma | 36 131 | 45 963 | 44 409 | 44 384 | 43 594 | 43 856 | 43 801 |
|               | 1975   | 2010   | 2017   | 2019   | 2021   | 2022   | 2023   |